# Word Is Out
Word Is Out – piosenka i pierwszy singel z czwartego albumu studyjnego australijskiej piosenkarki Kylie Minogue zatytułowanego Let’s Get to It. Piosenka została napisana i wyprodukowana przez Mike’a Stocka i Pete’a Watermana.

## Informacje
Piosenka uzyskała negatywne komentarze ze strony krytyków, którzy jednocześnie pochwalili produkcję oraz zmianę stylu muzycznego na new jack swing. Utwór dotarł do pierwszej dwudziestki na UK Singles Chart, i był pierwszym, po serii 13 singli, który nie znalazł się w pierwszej dziesiątce tego zestawienia. Piosenka poradziła sobie lepiej w Australii, zajmując tam 10 miejsce, co pozwoliło stać się dziesiątą piosenką Minogue w pierwszej dziesiątce listy. Utwór został tam wydany w remiksie. Teledysk został zrealizowany przez Jamesa LeBona na rynku w Camden i stał się później rozpoznawalny dzięki obecności w nim Daviny McCall, która niedługo po jego zrealizowaniu została znaną prezenterką telewizyjną. W teledysku gra ona jedną z tancerek. 

Piosenka była regularnie wykonywana na żywo tylko na trasie Let’s Get to It Tour. Minogue śpiewała ją okazjonalnie a capella podczas Showgirl: The Homecoming Tour oraz Anti Tour.

## Lista piosenek
Singel CD
1. "Word Is Out" – 3:34
2. "Word Is Out" (12" version) – 5:53
3. "Say the Word - I’ll Be There" – 4:00

Singel CD - Australia
1. "Word Is Out" (Summer Breeze 7" mix) – 3:41
2. "Say the Word - I’ll Be There" – 4:00
3. "Word Is Out" (Summer Breeze 12" mix) – 7:41

Kaseta - UK/Nowa Zelandia
1. "Word Is Out" – 3:34
2. "Say the Word - I’ll Be There" – 4:00

Kaseta - Australia
1. "Word Is Out" (Summer Breeze 7" mix) – 3:41
2. "Say the Word - I’ll Be There" – 4:00
3. "Word Is Out" (Summer Breeze 12" mix) – 7:41

Płyta gramofonowa 7" - Wielka Brytania
1. "Word Is Out" – 3:41
2. "Say the Word - I’ll Be There" – 4:00

Płyta gramofonowa 12"
1. "Word Is Out" (Summer Breeze 12" mix) – 7:41
2. "Say the Word - I’ll Be There" – 4:00
3. "Word Is Out" (Instrumental) – 3:31

Płyta gramofonowa 12" - Wielka Brytania
1. "Word Is Out" (Summer Breeze 12" mix) – 7:41

Płyta gramofonowa 12" - Australia
1. "Word Is Out" (Summer Breeze 12" mix) – 7:41
2. "Word Is Out" (instrumental) – 3:31
3. "Word Is Out" (12" version) – 5:53
4. "Say the Word - I’ll Be There" – 4:00

## Listy przebojów
| Lista (1991)            | Najwyższa pozycja |
| ----------------------- | ----------------- |
| Australia (ARIA Charts) | 10                |
| UK Singles Chart        | 16                |